# Pulau Kalumpang (Sabah)
Kalumpang (mal. Pulau Kalumpang) ist eine zu Malaysia gehörende Insel in der Celebessee. Sie liegt etwa 50 Kilometer westlich von Semporna und 35 Kilometer östlich von Tawau vor der Ostküste Borneos in der Mündung des Sungai Kalumpang.

## Beschreibung
Die etwa 4,5 Quadratkilometer große Insel erstreckt sich über eine Länge von drei Kilometern und ist bis zu 2,3 Kilometer breit. Sie hat die Form eines schrägliegenden Weinkelches. Die Insel erhebt sich bis zu 85 m aus dem Meer. An der Nordseite befindet sich ein kleines Dorf.

## Sonstiges
Die Insel wird manchmal mit der gleichnamigen, zum Bundesstaat Perak gehörenden Insel verwechselt, die eine bekannte archäologische Ausgrabungsstätte ist.